# سامسونگ گلکسی اسمارت‌تگ
سامسونگ گلکسی اسمارت‌تگ (به انگلیسی: Samsung Galaxy SmartTag) یک کلیدیاب تولید شده توسط سامسونگ الکترونیک است. این دستگاه با استفاده از بلوتوث کم انرژی به کاربر اجازه می‌دهد هر وسیله‌ای را که به آن متصل شده‌است پیدا کند. این دستگاه در رویداد Galaxy Unpacked سامسونگ در ۱۴ ژانویه ۲۰۲۰ معرفی شد.

## ویژگی‌ها
گلکسی اسمارت‌تگ یک دستگاه ردیابی است که می‌تواند به اجسام مختلفی که به راحتی با یک بند کوچک به چیز دیگری متصل می‌شوند یا مانند جاکلیدی متصل شود. این دستگاه قابلیت وصل شدن به کلید، چمدان، کیف پول و غیره را دارد. پس از اتصال می‌توان دستگاه را با استفاده از بلوتوث کم انرژی ردیابی کرد. نسخه دیگر، گلکسی اسمارت‌تگ پلاس از باند فوق وسیع برای مکان‌یابی دستگاه از پهنای باند فوق‌العاده گسترده استفاده می‌کند و در اواخر ۲۰۲۱ عرضه می‌شود. در حالی که دستگاه در محدوده بلوتوث (۱۲۰ متر) است، می‌تواند آهنگ زنگ را برای اطلاع از موقعیت دقیق کاربر به صدا درآورد. اگر دستگاه خارج از محدوده باشد، هنوز هم می‌توان با استفاده از گلکسی فایند نتورک سامسونگ، که از تلفن‌های سامسونگ گلکسی در منطقه برای مشخص کردن محل دستگاه استفاده می‌کند، آن را ردیابی کرد. این دستگاه همچنین دارای یک دکمه قابل برنامه‌ریزی است که می‌تواند برای کنترل محصولات خانه هوشمند شرکت اسمارت‌تینگز استفاده شود.